# 谢尔盖·弗拉基米罗维奇·伊万诺夫 (政治人物)
谢尔盖·弗拉基米罗维奇·伊万诺夫 (羅馬化：Sergey Vladimirovich Ivanov；1969年10月26日—）是俄罗斯政治家，2003年至202年担任国家杜马议员。
1992年毕业于托木斯克国立大学历史系。1990年代初，他加入自由民主党。1999年，他被自由民主党提名加入国家杜马，然而未能成功。2003年，他成功当选第三届国家杜马议员。2007年、2011年和2016年，他分别连任第五届、第六届和第七届国家杜马议员。